# Strophomena
Strophomena is een monotypisch geslacht van uitgestorven brachiopoden, dat voorkwam van het Midden- tot het Laat-Ordovicium.

## Beschrijving
Deze 1,5 tot 3,5 centimeter lange brachiopode kenmerkt zich door de brede, waaiervormige schelp, met een bolle armklep en een holle steelklep. De schelp is het breedst nabij het rechte slot. Binnen in de armklep zijn in de slotplaat duidelijke tandholten zichtbaar. Een stevig belangrijk uitsteeksel diende voor de aanhechting van de spieren, die de kleppen moesten opentrekken. De kleine steelopening wordt gedeeltelijk door een plaatje afgesloten. Op beide kleppen bevinden zich smalle costae, die straalsgewijs van de top naar de rand lopen. In volwassen toestand verloor het dier zijn pedunculus en lag het op de bodem, met de armklep naar beneden op allerlei zachte substraten.

## Soorten
- Strophomena amoena
- Strophomena billingsi
- Strophomena concordensis
- Strophomena costellata
- Strophomena dignata
- Strophomena extensa
- Strophomena euglypha
- Strophomena filitexta
- Strophomena fluctuosa
- Strophomena hecuba
- Strophomena hirundo
- Strophomena incurvata
- Strophomena lenta
- Strophomena minuta
- Strophomena nutans
- Strophomena orthonurensis
- Strophomena perconcava
- Strophomena planumbona
- Strophomena plattinensis
- Strophomena rhomboidalis
- Strophomena striatissima
- Strophomena vetusta